# Patrick Juvet
Patrick Juvet (Montreux, 21 d'agost de 1950 - Barcelona, 1 d'abril de 2021) ser un cantant i compositor suís que va tenir una sèrie de discos d'èxit a França. Si bé la seva carrera primerenca es va centrar en la música pop, va arribar a l'èxit internacional com a intèrpret de música disco a l'última meitat dels anys 1970.

## Biografia
Nascut a Montreux, Suïssa, Juvet va créixer a la propera La Tour-de-Peilz, amb els seus pares Robert i Janine, el seu germà Daniel i la seva germana Nancy. El pare de Juvet venia ràdios i televisors, cosa que va provocar un interès primerenc per la música per al jove Juvet. Juvet va començar a estudiar piano als 7 anys, i més tard va desenvolupar un interès en la música de The Beatles.
Juvet es va mudar a París el 1968, a l'edat de 18 anys, amb pocs diners. Un amic el va animar a convertir-se en model a Alemanya, i Juvet va seguir aquesta carrera a Düsseldorf durant dos anys. Va tornar a París el 1970.
A Saint-Tropez va conèixer el productor de música francès Eddie Barclay, que li va permetre gravar un primer senzill el 1971. Va escriure el tema "Le Lundi au soleil", cantat per Claude François.

Patrick Juvet el 1976.

Va representar Suïssa al Festival de la Cançó d'Eurovisió 1973 amb el tema "Je vais me marier, Marie", i va obtenir el dotzè lloc. El 1977 va col·laborar amb el compositor i músic francès Jean-Michel Jarre a l'àlbum Paris by Night, que va comptar amb el seu hit "Où sont les femmes?". El 1978 va treballar amb els productors de música disco Jacques Morali i Henri Belolo. Com a resultat, Juvet aviat va experimentar l'èxit internacional amb les cançons disco "Got a Feeling" i "I Love America".
L'esmentat tema "Où sont les femmes?" va ser gravat novament en anglès sota el títol "Where Is My Woman?", i va ser presentat en el debut en anglès de Juvet a Casablanca Records als Estats Units. Victor Willis, cantant original de Village People, va ser el lletrista del projecte. Va participar en la banda sonora de la pel·lícula de David Hamilton, Laura o les ombres de l'estiu.
Amb el declivi de la música disco a principis de la dècada de 1980, va tornar a l'escena musical francesa el 1982 amb l'àlbum Rêves immoraux. Tot i que aquest es va vendre bé, l'àlbum no va poder igualar l'èxit comercial anterior. Va seguir una època de decadència financera i personal, amb Juvet patint períodes de depressió i alcoholisme i traslladant-se de l'Europa continental a Londres, després a Los Angeles i, finalment, a la segona meitat dels anys vuitanta, a Suïssa.

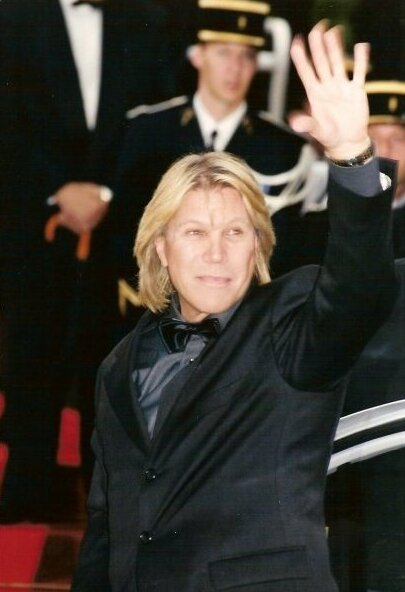
Patrick Juvet al Festival de Cannes el 2001.

Juvet va tornar a París el 1991 amb l'àlbum Solitudes. El disc va incloure cançons més personals i emotives com "Et si on recommençait?" i va ser acompanyat per intèrprets francòfons com Françoise Hardy, Luc Plamondon i Marc Lavoine.
El 2005, Juvet va llançar la seva autobiografia, Les bleus au cœur: Souvenirs, on parlava de la seva carrera i la seva bisexualitat. Va morir a conseqüència d'una aturada cardíaca l'1 d'abril de 2021 al seu apartament a Barcelona, ciutat on residia intermitentment des del 1998. Les seves restes mortals van ser incinerades a Barcelona i traslladades a Suïssa.

## Discografia[7]

### Àlbums
- La musica (1972)
- Love (1973)
- Olympia 73 (1973)
- Chrysalide (1974)
- Mort ou vif (1976)
- Paris by Night (1977)
- Got a feeling (1978)
- Lady night (1979)
- Laura ou les ombres de l'été (1979)
- Live Olympia 79 (1979)
- Still Alive (1980)
- Rêves immoraux (1982)
- Solitudes (1991)
- Best of Patrick Juvet (1994) (Barclay)
- L'essentiel (2006)

### Senzills
- "Je vais me marier, Marie" (1973) (cançó presentada a Eurovision 1973)
- "Toujours du cinema" (1973)
- "Rappelle-toi Minette" (1974)
- "Faut pas rêver" (1976)
- "Où sont les femmes?" (1977)
- "Megalomania" (1977)
- "Got a Feeling" (1978)
- "I Love America" (1978)
- "Lady Night" (1979)
- "Swiss Kiss" (1979)
- "Laura" (1979)